# Wahlbezirk Österreich unter der Enns 42
Der Wahlbezirk Österreich unter der Enns 42 war ein Wahlkreis für die Wahlen zum Abgeordnetenhaus im österreichischen Kronland Österreich unter der Enns. Der Wahlbezirk wurde 1907 mit der Einführung der Reichsratswahlordnung geschaffen und bestand bis zum Zusammenbruch der Habsburgermonarchie.

## Geschichte
Nachdem der Reichsrat im Herbst 1906 das allgemeine, gleiche, geheime und direkte Männerwahlrecht beschlossen hatte, wurde mit 26. Jänner 1907 die große Wahlrechtsreform durch Sanktionierung von Kaiser Franz Joseph I. gültig. Mit der neuen Reichsratswahlordnung schuf man insgesamt 516 Wahlbezirke, wobei mit Ausnahme Galiziens in jedem Wahlbezirk ein Abgeordneter im Zuge der Reichsratswahl gewählt wurde. Der Abgeordnete musste sich dabei im ersten Wahlgang oder in einer Stichwahl mit absoluter Mehrheit durchsetzen. Der Wahlkreis Österreich unter der Enns 42 umfasste die Gemeinden Neunkirchen, Dunkelstein, Sankt Johann am Steinfelde, Pitten, Puchberg am Schneeberg, Rohrbach am Steinfelde (alle Gerichtsbezirk Neunkirchen) sowie Buchbach, Gloggnitz, Pottschach, Reichenau, Wimpassing (alle Gerichtsbezirk Gloggnitz).
Aus der Reichsratswahl 1907 ging Karl Renner (Sozialdemokratische Arbeiterpartei) mit 52 Prozent der Stimmen im ersten Wahlgang als Sieger hervor. Renner konnte sein Mandat bei der Reichsratswahl 1911 mit 55 Prozent erneut im ersten Wahlgang verteidigen.

## Wahlen

### Reichsratswahl 1907
Die Reichsratswahl 1907 wurde am 14. Mai 1907 (erster Wahlgang) durchgeführt. Die Stichwahl entfiel auf Grund der absoluten Mehrheit von Renner im ersten Wahlgang.
| Kandidat                                                                    | Partei                             | Wahlkreis- stimmen | Stimmen- anteil |
| --------------------------------------------------------------------------- | ---------------------------------- | ------------------ | --------------- |
| Karl Renner                                                                 | Sozialdemokratische Arbeiterpartei | 4113               | 52,1 %          |
| Matthias Lackner                                                            | Christlichsoziale Partei           | 2416               | 30,6 %          |
| Wilhelm Frey                                                                | Deutsche Volkspartei               | 1330               | 16,8 %          |
| Sonstige                                                                    |                                    | 39                 | 0,5 %           |
| Wahlberechtigte: 8419, Ungültige/Leere Stimmen: 69, Wahlbeteiligung: 94,6 % |                                    |                    |                 |

### Reichsratswahl 1911
Die Reichsratswahl 1911 wurde am 13. Juni 1911 (erster Wahlgang) durchgeführt. Die Stichwahl entfiel auf Grund der absoluten Mehrheit von Renner im ersten Wahlgang.
| Kandidat                                                                     | Partei                             | Wahlkreis- stimmen | Stimmen- anteil |
| ---------------------------------------------------------------------------- | ---------------------------------- | ------------------ | --------------- |
| Karl Renner                                                                  | Sozialdemokratische Arbeiterpartei | 4585               | 55,1 %          |
| Franz Birbaumer                                                              | Christlichsoziale Partei           | 1891               | 22,7 %          |
| Ferdinand Ertl                                                               | deutsch-freiheitlicher Kandidat    | 1817               | 21,8 %          |
|                                                                              | Sonstige                           | 35                 | 0,4 %           |
| Wahlberechtigte: 8870, Ungültige/Leere Stimmen: 200, Wahlbeteiligung: 96,1 % |                                    |                    |                 |